# Revolta dos Yamakos
Revolta dos Yamakos (literalmente os ajudantes que são zeladores especiais que servem como guarnição de Anadoluhisarı e Rumelihisarı) eclodiu em Istambul em 25 de maio de 1807, depois que a frota russa sob o comando de Dimitri Nicolaievich Seniavin ocupou Tenedos em 10 de março de 1807.
Os assessores (corpo auxiliar de janízaros) destronaram o grão-vizir e o sultão Selim III em 31 de maio de 1807 e promoveram o sultão Mustafá IV, cuja mãe era búlgara. Eventos extremamente sangrentos seguem no contexto da Paz de Tilsit e Primeira Revolta Sérvia.
Istambul estava sob pressão porque ficou claro que a França e a Rússia estavam compartilhando o Império Otomano e discutindo sobre Constantinopla.
Em 1808, Alemdar Mustafa Paxá chegou à capital otomana para ajudar o deposto Selim III, mas o sultão foi morto e o futuro Mahmud II fugiu para o telhado do palácio e escapou da asfixia. Alemdar Mustafa Paxá matou Mustafá IV, mas em novembro, zeladores enfurecidos cercaram Alemdar Mustafa Paxá em uma casa e o queimaram vivo com seu povo mais leal. Assim, o único candidato possível ao sultão permaneceu Mahmud II, cuja mãe era prima de Josefina de Beauharnais.
Esse evento histórico marca um ponto de virada na história do Império Otomano, pois as forças conservadoras contra as reformas perdem a batalha pelo domínio do império. Seguido por “Evento auspicioso”.